# Canal de Chichester (Turner)
Pour les articles homonymes, voir Canal de Chichester (homonymie).
Canal de Chichester est une peinture du peintre anglais Joseph Mallord William Turner, réalisée vers 1828.

## Caractéristiques
Le tableau est une huile sur toile, au format double carré, soit environ deux fois plus longue qu'elle n'est haute (135 cm de longueur sur 65 cm de hauteur). Elle dépeint le canal de Chichester dans le Sussex, une voie navigable du sud de l'Angleterre. Le paysage est peint depuis le milieu de l'eau, les deux rives s'étendant de chaque côté. Le soleil se couche à l'horizon, quasiment au centre du tableau. En arrière-plan, un bateau est représenté, probablement un brick charbonnier. Au premier plan sur le côté gauche, près de la rive, une barque dans laquelle sont assis plusieurs personnes.

## Historique
Au début du XIXe siècle, George Wyndham, 3e comte d'Egremont et amateur d'art contemporain, possède une grande collection d'œuvres de Turner. Il invite plusieurs fois le peintre à séjourner dans son domaine de Petworth à Chichester dans le Sussex, en 1809, en 1827 et jusqu'à sa mort en 1837, allant jusqu'à lui octroyer un studio. Turner réalise sa première peinture de Petworth en 1809.
Le Canal de Chichester est l'une des quatre œuvres commandées par Wyndham à Turner pour l'une des pièces de la demeure, toutes les quatre dans le même format double carré. Il la réalise vers 1828.
Il est possible que les couleurs de la peinture soient influencées par la cendre provenant de l'éruption du volcan indonésien Tambora en 1815, ayant conduit à l'année sans été en 1816.
En 1856, le Royaume-Uni reçoit le tableau à la suite d'un legs important d'œuvres de Turner. Il est actuellement exposé à la Clore Gallery de la Tate Britain à Londres.